# 1-я Полевая улица (Санкт-Петербург)
1-я Полева́я улица — улица в Приморском районе Санкт-Петербурга, расположена в историческом районе Коломяги. Проходит от Солунской до Горной улицы.

## История
С 1909 года называлась Полевой улицей. Начиналась от Мариинской улицы там, где ныне начинается Афонская улица. В 1930-х годах получила номер 1-я, поскольку в Коломягах существовала другая Полевая улица, ставшая 2-й (упрзднена в 2008 году). В начале 1990-х годов исчез участок между улицей Аккуратова и Солунской улицей.

## Транспорт
Ближайшая к 1-й Полевой улице станция метро — «Удельная» 2-й (Московско-Петроградской) линии.